# Jižní Bádensko

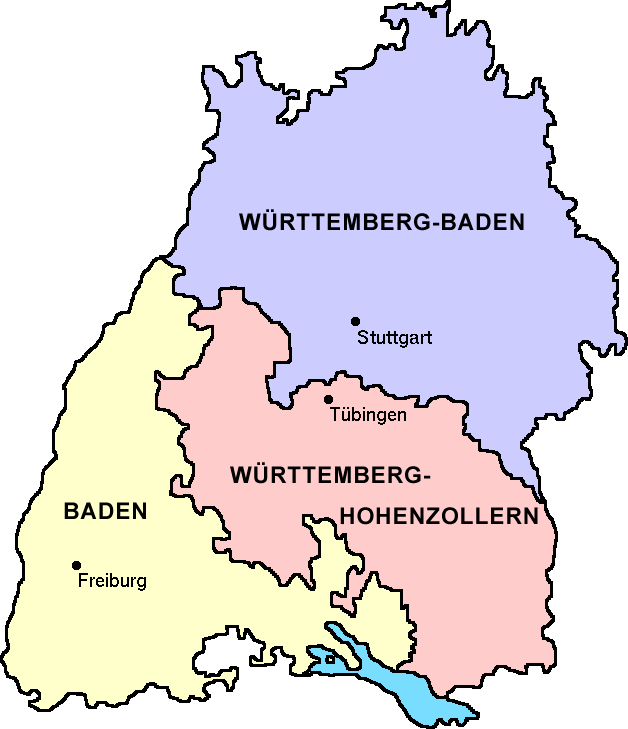
Bádensko (žlutě) na mapě dnešní spolkové země Bádensko-Württembersko

Jižní Bádensko (německy: Südbaden) byla od prosince 1945 spolková země v Německu. Byla vytvořena v rámci Francouzské okupační zóny z jižní poloviny předešlé země Bádenska. V roce 1952 bylo (Jižní) Bádensko sloučeno s Württembersko-Bádenskem a Württembersko-Hohenzollernskem a vytvořily tak dnešní německou spolkovou zem Bádensko-Württembersko.